# روبرتو اسکارنکیا
روبرتو اسکارنکیا (انگلیسی: Roberto Scarnecchia؛ زادهٔ ۲۰ ژوئن ۱۹۵۸) بازیکن فوتبال اهل ایتالیا است.
از فیلم‌ها یا برنامه‌های تلویزیونی که وی در آن نقش داشته‌است می‌توان به مربی در ساحل اشاره کرد.
از باشگاه‌هایی که در آن بازی کرده‌است می‌توان به باشگاه فوتبال آ.ث. میلان، باشگاه فوتبال آ.اس. رم، باشگاه فوتبال ناپولی، و باشگاه فوتبال پیزا اشاره کرد.